# Феодосій Погорський
Архієпископ Феодосій (світське ім'я Дмитро Михайлович Погорський; †19 жовтня 1909, Брусилов — †3 травня 1975, Уфа) — український та башкортостанський релігійний діяч. Після Другої світової війни — єпископ Московської патріархії, легалізованої шефом СССР Йосипом Сталіним.
Єпископ Калінінський та Кашинський у Тверській Карелії; Пензенський та Саранський у Мордовії. Архієпископ Івановський та Кинишемський; Уфимський і Стерлитамакський у Башкортостані.

## Біографія
У 1926 році закінчив Профмехтех школу.
З 1926 року виконував обов'язки нештатного псаломщика в Різдво-Богородицькому храмі в містечку Іллінці Вінницької області.
З 1927 по 1929 роки нерегулярно навчався в Київській Вищій богословській школі як вільний слухач.
З 1930 по 1941 роки перебував на державній службі, працював у різних установах Києва.
У 1940 році заочно закінчив Московський плановий інститут.
В автобіографії писав: «23 червня 1941 був призваний до лав Червоної Армії як рядовий солдат, був на фронті й при спробі вирватися з оточення був поранений в бою і 8 серпня 1941 потрапив у полон, звідки 16 серпня втік. У цей час моя сім'я евакуювалася до Грузії. 10 березня 1942 був висвячений у сан священика до соборної церкви міста Умань Київської області, але не зміг приступити до виконання своїх обов'язків через протидію українських автокефалістів.»
З 1942 по 1945 роки — настоятель Іоанно-Богословської церкви села Текуча Ладиженського району Київської області.
З 1945 по 1949 роки — настоятель Олександро-Невської церкви Києва і одночасно в 1948–1949 роках виконував обов'язки наставника Київської духовної семінарії.

### Еміграція на Московщину
З 1954 по 1957 роки — настоятель Князь-Володимирської церкви в селі Лисий Нос в місті Ленінграді.
У 1956 році заочно закінчив Ленінградську духовну академію зі ступенем кандидата богослов'я.
26 липня 1957 призначений ректором Саратовської духовної семінарії; в серпні 1957 був пострижений у чернецтво в Успенському монастирі в Одесі і возведений у сан архімандрита в Одеському Успенському соборі.
22 червня 1958 в Преображенському храмі Москви хіротонізований на єпископа Калінінського і Кашинського. Чин хіротонії здійснювали: митрополит Крутицький і Коломенський Миколай Ярушевич, архієпископ Можайський Макарій Даєв і єпископ Полтавський Серафим Шарапов.
З 22 березня 1960 єпископ Пензенський і Саранський.
25 лютого 1964 возведений у сан архієпископа і нагороджений правом носіння хреста на клобуку.
У 1965 році підписав звернення, складене архієпископом Ермогеном (Голубєвим) на ім'я патріарха Алексія I. Свій підпис під «Зверненням», незважаючи на тиск, зняти відмовився.
З 30 липня 1968 року — архієпископ Івановський і Кінешемський. Це було покаранням за те, що владика не тільки відмовився зняти свій підпис, а й виявився єдиним єпископом, який публічно підтримав двох опальних священиків — Миколу Ешлімана і Гліба Якуніна.
З 16 жовтня 1973 року — архієпископ Уфимський і Стерлитамакський.
Виявляв на кафедрі чималу мужність у захисті духовенства, чим викликав різке невдоволення комуністичного режиму.
По дорозі на богослужіння його витягли з машини і побили до напівсвідомого стану. Через кілька днів він помер.
Помер 3 травня 1975 року в Велику Суботу. Похований на кладовищі Демського району міста Уфи.
Оскільки в заповіті він просив поховати його в Пензі, учень і шанувальник покійного архієпископ Пензенський і Саранський Серафим Тихонов здійснив 24 серпня 1996 перепоховання праху в огорожі Пензенського кафедрального собору на Мироносицькому кладовищі.